# Daniił Konstantinow
Daniił Iljicz Konstantinow ros. Даниил Ильич Константинов (ur. 5 lutego 1984 w Leningradzie) – rosyjski prawnik i polityk, obrońca praw człowieka.

## Działalność polityczna
Urodził się w rodzinie polityka Ilji Konstantinowa, w latach 1990-1993 członka Rady Najwyższej Federacji Rosyjskiej. W 1992 jego rodzina przyjechała do Moskwy, gdzie ukończył studia prawnicze.
Jako student w 2005 wystartował w wyborach do Moskiewskiej Dumy Miejskiej, ale bez powodzenia. W tym samym roku z grupą przyjaciół założył partię „Zmiana” (Смена). W latach 2006–2007 kierował pismem Kraj i społeczeństwo (Страна и общество), był także korespondentem informacyjnej strony internetowej Regnum.ru. W 2007 związał się z opozycją antyputinowską i działał w ruchu Narod (Народ). Był współautorem projektu ustawy o opodatkowaniu progresywnym. W latach 2007–2008 związał się z partią Sprawiedliwa Rosja (Справедливая Россия) i kierował młodzieżówką partyjną w północno-wschodniej Rosji.
22 kwietnia 2008 zorganizował konferencję w Wyższej Szkole Ekonomicznej w Moskwie poświęconą przyszłości Rosji i konsekwencjom społeczno-ekonomicznym wyborów prezydenckich w Rosji.
Od 2011 reprezentował interesy Eduarda Limonowa, któremu sądy odmawiały rejestracji partii Inna Rosja. W tym czasie był związany z komitetem, który próbował zorganizować na nowo działający w czasach Jelcyna Komitet Ocalenia Narodowego, mający doprowadzić do zjednoczenia środowiska opozycyjne wobec polityka Kremla. W latach 2011–2012 uczestniczył w protestach, które rozpoczęły się po wyborach do Dumy w grudniu 2011 roku.

## Prześladowania
22 marca 2012 Konstantinow został aresztowany przez policję kryminalną w swoim własnym mieszkaniu pod zarzutem morderstwa niejakiego Tiemnikowa, którego ciało znaleziono na stacji metra Ulica Akadiemika Jangiela. Oskarżenie opierało się na zeznaniach Aleksieja Sofronowa, znajomego Konstantinowa, który miał być świadkiem zabójstwa. Zeznania Sofronowa śledczy uznali za wiarygodne mimo tego, iż w czasie, kiedy dokonano zabójstwa Konstantinow obchodził w restauracji urodziny swojej matki. Konstantinow utrzymywał, że zarzuty przeciwko niemu zostały sfabrykowane przez Federalną Służbę Bezpieczeństwa, którego funkcjonariusze wcześniej próbowali go zastraszyć. W sprawę uwolnienia Konstantinowa zaangażowała się grupa antyputinowskich deputowanych do Dumy (Ilja Ponomariow, Siergiej Baburin i Boris Niemcow). W liście skierowanym do prokuratury domagali się przeprowadzenia w sprawie Konstantinowa obiektywnego i bezstronnego śledztwa. Stowarzyszenie Memoriał uznało Konstantinowa za więźnia politycznego. Według relacji prawnika reprezentującego interesy Konstantinowa w toku śledztwa był on upokarzany i torturowany. W 2013 odzyskał wolność i odpowiadał przed sądem z wolnej stopy. Proces odbył się 16 października 2014. Konstantinowa uwolniono z zarzutu zabójstwa (art. 105 KK Federacji Rosyjskiej), ale uznano jego odpowiedzialność za czyn chuligański (art. 213 KK Federacji Rosyjskiej), skazując na 3 lata więzienia. Wkrótce Kostantinow został amnestionowany z okazji rocznicy uchwalenia Konstytucji Federacji Rosyjskiej.
W 2015 uzyskał status uchodźcy na Litwie, mieszka z rodziną w Wilnie.